# Charaxes kinduana
Charaxes kinduana är en fjärilsart som beskrevs av Le Cerf 1923. Charaxes kinduana ingår i släktet Charaxes och familjen praktfjärilar. Inga underarter finns listade i Catalogue of Life.